# Gertrude Michael
Lillian Gertrude Michael (Talladega, 1 de junio de 1911-Beverly Hills, 31 de diciembre de 1964) fue una actriz estadounidense que trabajó en cine, teatro y televisión.

## Biografía
Siendo hija del Mr. y la Mrs. Carl H. Michael, nació en Talladega, Alabama. Se graduó de la escuela secundaria de Talladega a los 14 años. En su juventud, tocaba el piano y el órgano, y puso pequeños teatros en dos comunidades. Se convirtió en cantante de radio.
Michael asistió a la Universidad de Alabama, donde estudió derecho, y al Converse University, Spartanburg, Carolina del Sur, donde estudió música. Luego fue al Conservatorio de Música de Cincinnati para seguir estudiando música. Su trabajo allí le valió una beca para estudiar cinco años en Italia.
La casa de su infancia en Talladega, Alabama fue destruida en un incendio en 2007.
En 1929, en Cincinnati, hizo su debut teatral en la compañía de teatro de Stuart Walker. Posteriormente hizo una aparición en Broadway en Caught Wet de Rachel Crothers (1931). Entró al cine interpretando a la prometida de Richard Arlen en Wayward (1932), pero su papel más recordado es probablemente el de Rita Ross en Murder at the Vanities (1934), una de las últimas películas pre-Code, en la que cantó una oda a la marihuana (Sweet Marijuana), o como Alica Hatton, la presumida chica de sociedad en la comedia de Mae West I'm No Angel (1933).
En 1937, Michael regresó al teatro en Cape Play House en Dennis, Massachusetts, interpretando el papel principal en Damn Deborah.
Entre sus apariciones en televisión, Michael fue vista en Fireside Theater once veces entre 1950 y 1955 y tres veces en Schlitz Playhouse. También hizo una aparición como invitada en la serie de televisión Perry Mason en 1958 como Helen Rucker en "The Case of the Sun Bather's Diary".
Tuvo un romance con el escritor Paul Cain (también conocido como Peter Ruric). Tras su ruptura, Cain, en su única novela publicada, Fast One, basó el personaje del amante alcohólico en Michael.
Michael murió el 31 de diciembre de 1964, a los 53 años, en su casa de Hollywood.

## Filmografía

### Cine
| - Wayward (1932) - Mary Morton - Unashamed (1932) - Marjorie - Sailor Be Good (1933) - Kay Whitney - A Bedtime Story (1933) - Louise - Night of Terror (1933) - Sarah Rinehart - Ann Vickers (1933) - Mona Dolphin - I'm No Angel (1933) - Alicia Hatton - Cradle Song (1933) - Marcella - Search for Beauty (1934) - Jean Strange - Bolero (1934) - Lady D'Argon - George White's Scandals (1934) - Miss Lee - Hold That Girl (1934) - Dorothy Lamont - I Believed in You (1934) - Pamela Banks - The Witching Hour (1934) - Margaret Price - Murder at the Vanities (1934) - Rita Ross - Murder on the Blackboard (1934) - Jane Davis - The Notorious Sophie Lang (1934) - Sophie Lang - Cleopatra (1934) - Calpurnia - Menace (1934) - Helen Chalmers - Father Brown, Detective (1934) - Evelyn Fischer - It Happened in New York (1935) - Vania Nardi - Four Hours to Kill! (1935) - Mrs. Sylvia Temple - The Last Outpost (1935) - Rosemary - Woman Trap (1936) - Barbara 'Buff' Andrews - Till We Meet Again (1936) - Elsa Duranyi - Forgotten Faces (1936) - Cleo Ashton - The Return of Sophie Lang (1936) - Sophie Lang, también conocida como Ethel Thomas | - Second Wife (1936) - Virginia Howard - Make Way for a Lady (1936) - Miss Eleanor Emerson - Mr. Dodd Takes the Air (1937) - Jessica Stafford - Sophie Lang Goes West (1937) - Sophie Lang - Just like a Woman (1938) - Ann Heston - Star of the Circus (1938) - Yester - Hidden Power (1939) - Virginia Garfield - Parole Fixer (1940) - Collette Menthe - The Farmer's Daughter (1940) - Clarice Sheldon - I Can't Give You Anything But Love, Baby (1940) - Magda Delys - Slightly Tempted (1940) - Duquesa - Prisoner of Japan (1942) - Toni Chase - Behind Prison Walls (1943) - Elinor Cantwell - Women in Bondage (1943) - Directora de distrito Schneider - Faces in the Fog (1944) - Nora Brooks - Three's a Crowd (1945) - Sophie Whipple - Allotment Wives (1945) - Gladys Smith - Club Havana (1945) - Hetty - Asistente de lavandería - That Wonderful Urge (1948) - Mrs. Whitson (Sin acreditar) - Flamingo Road (1949) - Millie - Caged (1950) - Georgia Harrison - Darling, How Could You! (1951) - Mrs. Rossiter - Bugles in the Afternoon (1952) - May - No Escape (1953) - Olga Valerie Lewis - Women's Prison (1955) - Chief Matron Sturgess - The Continental Twist (1961) - Letitia Clunker - The Outsider (1961) - Mujer del club (sin acreditar) (último papel cinematográfico) |

### Televisión
- Schlitz Playhouse of Stars (3 episodios, 1952–1957) - La duquesa
- Crown Theatre with Gloria Swanson (1 episodio, 1954) - Lisa Jenssen
- Cavalcade of America (1 episodio, 1953) - Major Pauline Cushman
- Meet Corliss Archer (1 episodio, 1954) - Mrs. Wilson
- The Pepsi-Cola Playhouse (1 episodio, 1954) - Coralee
- Private Secretary (1 episodio, 1954) - estrella de Hollywood
- The Ford Television Theatre (1 episodio, 1954) - Belle
- Four Star Playhouse (1 episodio, 1955) - Fanny
- Cameo Theatre (1 episodio, 1955)
- The New Adventures of Charlie Chan (1 episodio, 1957) - Joyce Fenton
- The 20th Century-Fox Hour (1 episodio, 1957) - Kate
- Perry Mason (1 episodio, 1958) - Helen Rucker
- Sea Hunt (1 episodio, 1961) - Mrs. Friedrich